# Foho Kailakulau
Der Foho Kailakulau (kurz Kailakulau) ist ein osttimoresischer Berg im Verwaltungsamt Maubara (Gemeinde Liquiçá), mit einer Höhe von 1104 m. Er liegt auf einem Höhenzug, der nach Osten zum Foho Gugleur führt, mit 1141 m dem höchsten Berg des Sucos Gugleur. Der Foho Kailakulau befindet sich im Nordosten der Aldeia Vatumori.